# Eberhard Rösch
Eberhard Rösch (n. 9 aprilie 1954, Karl-Marx-Stadt, Germania) este un biatlonist ce a reprezentat Republica Democrată Germană, medaliat olimpic. A participat la o ediție a Jocurilor Olimpice (1980) în care a câștigat o medalie de argint și o medalie de bronz.